# Romulea obscura
Romulea obscura es una planta de la familia de las iridáceas.  

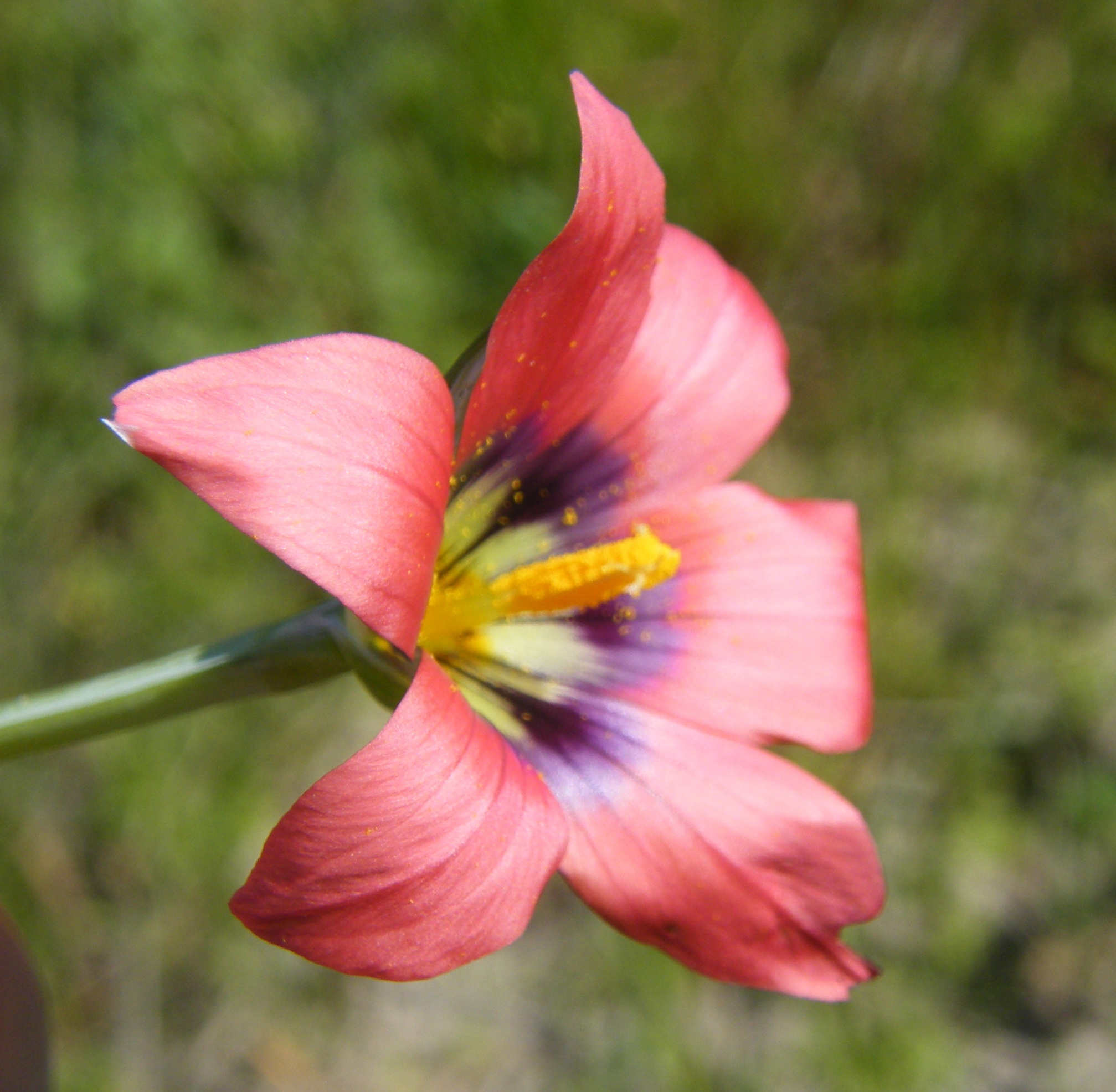
Flor

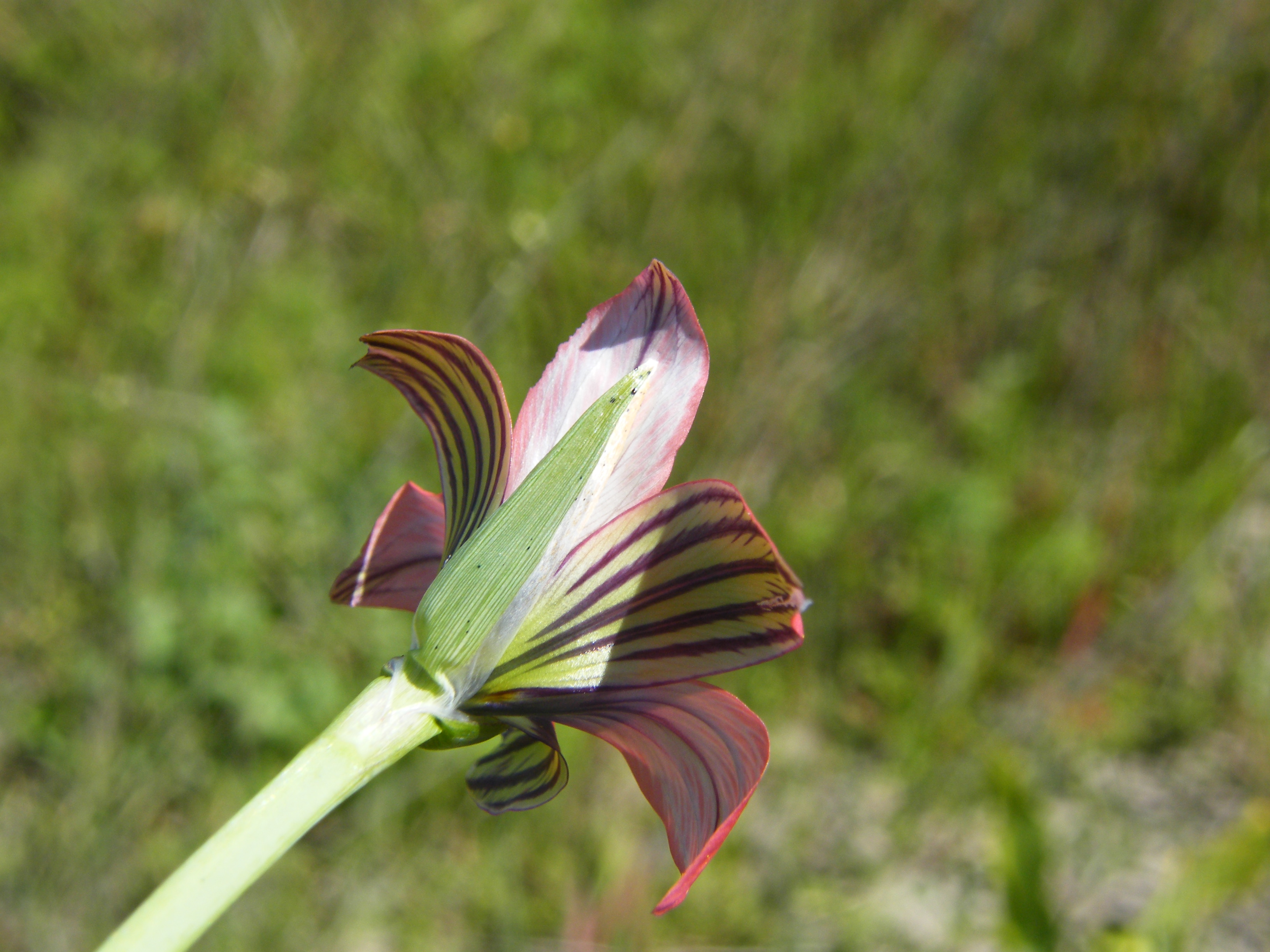
Detalle

## Descripción
Romulea obscura, es una planta herbácea perennifoliam geofita alcanza un tamaño de 0.01 - 0.3 m de altura. Se encuentra a una altitud de 50 - 200 metros en Sudáfrica

## Distribución
Romulea obscura se encuentra en pisos de arena en la Provincia del Cabo Occidental. Alcanza un tamaño de 10 a 20 cm de alto y tiene cormos que son redondeados en la base con los dientes acuminados con curvas. Las flores son de color amarillo o albaricoque a rojo, a menudo con manchas oscuras alrededor de la taza verdosa a amarilla. Los pedúnculos fructíferos son amplios y extienden desde la base. Miriam de Vos reconoció cuatro variedades, pero la última revisión los incluye a todos en la especie. Esta especie está muy relacionada con Romulea rosea pero difiere en el color y la fruta. Algunas formas de Romulea obscura tienen la pigmentación de color amarillo  y no hay tintes azules. Las semillas de los pedúnculos fructíferos divergen marcadamente y se propagan horizontalmente. Las formas de color púrpura magenta de esta especie son difíciles de diferenciar de Romulea rosea menos que estén en la fruta.

## Taxonomía
Romulea obscura fue descrita por Friedrich Wilhelm Klatt  y publicado en Abhandlungen der Naturforschenden Gesellschaft zu Halle 15: 399. 1882.
Etimología
Romulea: nombre genérico que fue nombrado en honor de Rómulo, el fundador de Roma en la leyenda.
obscura: epíteto latíno que significa "oscura"
Sinonimia
- Romulea obscura var. obscura
- Romulea parviflora Eckl.
- Romulea similis Eckl. ex Baker
- Trichonema parviflorum (Eckl.) Steud.[6][7]